# Match (DC Comics)
Match, il cui vero nome è Kent Conner, è un personaggio immaginario dell'Universo DC. È il clone di Superboy. Match comparve in Superboy, crossover degli eventi narrati in Young Justice, Sins of Youth e Joker's Last Laugh. Al momento, è un membro dei Titans East, che debuttarono in Teen Titans n. 43.

## Biografia del personaggio

### L'Agenda
Creato utilizzando il DNA di Superboy, Match fu concepito per servire "l'Agenda", un'organizzazione segreta specializzata nella creazione di armate di cloni. L'agente dell'Agenda Amanda Spence riuscì a rapire Superboy e l'organizzazione utilizzò il suo DNA per creare il clone Match. Al clone furono impiantati dei falsi ricordi, come a Superboy, ma inclusero un gran numero di informazioni che il super ragazzo non ebbe. Dimostrò anche una resistenza e un grande controllo dei suoi poteri. Infatti, si pensa che la schiera di informazioni innestatagli gli venne impiantata per aiutarlo ad affinare l'uso dei suoi poteri.
Nella conseguente battaglia tra i due cloni, Superboy riuscì a giungere in cima all'edificio e il reattore che teneva insieme i composti dell'Agenda esplose, distruggendo la base. Match fu lasciato da solo e in ferito.
Qualche tempo dopo, l'Agenda rapì Superboy di nuovo e lo portò al Progetto Cadmus. Quando l'Agenda rapì Superboy, Match prese il suo posto nella Young Justice. All'epoca, il Progetto Cadmus infiltrò numerosi cloni all'interno dell'Agenda. Infine, Superboy riuscì a liberarsi e a unirsi al combattimento contro Match e l'Agenda per liberare Cadmus.
Durante Joker's Last Laugh, dopo essere stato infettato dal gas esilarante del Joker, Match ritornò per infiltrarsi e neutralizzare la Young Justice, disgustato dalla sua somiglianza con Superboy. Mentre Superboy era via, Match si trovava al quartier generale della Young Justice al fianco di Empress, Secret, Arrowette e Wonder Girl nella speranza di ucciderli tutti nella maniera più comica. Mentre il Match jokerizzato non riusciva a mantenere il suo piano segreto alle ragazze, loro credevano semplicemente che fosse Superboy mascherato da Match jokerizzato che tentava di migliorare il loro umore dopo che Robin e Impulso lasciarono la squadra proprio quel giorno. Match se ne andò tuttavia, dopo aver fatto ammettere a Wonder Girl il suo amore per Superboy, facendo sì che anche lui sentisse dei sentimenti per lei.

### Titans East
Il criminale mercenario Deathstroke cominciò a formare i Titans East, una squadra creata esplicitamente per abbattere i Teen Titans. Anche se era un potente vantaggio fisico per la squadra, la presenza di Match nella squadra era più di fine psicologico, a causa della morte di Superboy durante gli eventi di Crisi infinita. Deathstroke contava sulla somiglianza di Match con Superboy, incrementandola facendogli indossare una versione dell'ultimo costume di Conner, al fine di sbilanciare Robin, migliore amico di Superboy e leader dei Titans, e Wonder Girl, ragazza di Superboy e uno dei membri più potenti dei Titans.
La prima comparsa di Match in Teen Titans n. 43 mostrò che sia la sua mente che il suo corpo cominciarono a rivoltarsi, facendolo comportare più come un normale clone Bizzarro, anche nel modo di parlare per contraddizioni. Sembrò comunque avere gli stessi sentimenti per Wonder Girl, in quanto affermò "Io odio Wonder Girl". Dopo di ciò, in Teen Titans n. 44, Wonder Girl si svegliò in quello che sembrava essere una replica della Fortezza della Solitudine nella Torre dei Titans di Slade in New York. Wonder Girl vide quello che sembrò essere un Superboy seduto su un trono, che era difatti Match, che affermò "Tu molto brutta quando dormi, me odia guardare te", continuando a parlare al contrario poiché la sua mente e il suo corpo continuavano a deteriorarsi.
Mentre tentava di esporre i suoi sentimenti a Wonder Girl, Match fu attaccato all'improvviso da Robin e Batgirl (che fu liberata dall'influenza di Slade). Il suo corpo sembrò molto meno invulnerabile di prima, poiché gli shuriken a forma di "R" lanciatigli contro da Robin gli si conficcarono nella schiena. Wonder Girl, ancora furiosa dell'esistenza di Match, cominciò un assalto contro il clone, solo per finire sconfitta insieme ai suoi colleghi da Match e dai Titans East. Quando Nightwing, Donna Troy, Flash (Bart Allen) e Beast Boy giunsero con Cyborg, Raven e Duela Dent, i Titans riuniti si batterono di nuovo contro i Titans East un'ultima volta. Match venne sconfitto quando Wonder Girl rifletté i suoi raggi ottici calorifici verso di lui con i suoi braccialetti, dopo che Jericho si impossessò del suo corpo incosciente.
Sfortunatamente, a causa dei poteri kryptoniani di Match, si dimostrò troppo pericolo per essere affidato alla custodia delle autorità convenzionali. Come tale, Jericho continuò a controllare il corpo di Match, il che si dimostrò difficile per lui dopo un po'. Ad un certo punto, Match riuscì a liberarsi del controllo di Jericho e, riavuto il suo corpo, cominciò a distruggere la Torre dei Titans. Tuttavia, Wonder Girl riuscì a calmare la sua natura aggressiva dicendogli tranquilla "Sono qui". Immediatamente, Match ritornò sotto il controllo di Jericho.
Successivamente, Jericho, sempre intrappolato nel corpo di Match, sembrò fuggire dai Laboratori S.T.A.R. in completa angoscia e chiedendo l'aiuto dei suoi compagni. I Titans tentarono di separare i due, ma Match riuscì a liberarsi, e Jericho urlava in panico che non riusciva a controllarlo. Quando i due furono separati del tutto, però, si scoprì che quello sotto panico era Match, mentre Jericho, la cui mente era stata compromessa dal tempo all'interno del corpo del clone, era sotto il controllo del corpo condiviso.

## Comparse
Originariamente, l'apparenza fisica di Match era praticamente identica a quella di Superboy, tranne per i capelli bianchi e gli occhi pallidi (a differenza dei capelli neri e gli occhi azzurri di Superboy) e il "simbolo" dell'Agenda sul fianco sinistro del petto. Questo logo si trovava anche sul suo costume originale, due doppie eliche intrecciate (come rappresentanti il DNA) che tendono a formare tre cerchi. Il look di Match, al corrente, è molto simile a quello del clone Bizzarro. Come Superboy dopo la sua riprogettazione, Match indossò un paio di jeans e una maglietta nera. Tuttavia, la maglietta aveva numerosi tagli e strappi, e la sua "S" era al contrario, come quella di Bizzarro. Il suo corpo esibiva una pelle estremamente calcificata, un tratto che condivideva con il noto clone. A causa del danno genetico che accumulò nel corso del tempo, la sua capacità intellettiva e quella orale cominciarono a somigliare a quelle di Bizzarro.

## Poteri e abilità
Match esibì dei poteri simili a quelli di Superboy, ma presumibilmente poteva controllarli molto meglio. Questi poteri includono la telecinesi tattile che può mimare i poteri di Superman di volo e super forza, ma poteva anche essere utilizzata per disassemblare delle macchine. Occasionalmente, mostrò anche l'abilità di creare raffiche energetiche dagli occhi. Anche se Superboy cominciò a sviluppare dei poteri kryptoniani grazie all'esposizione al sole giallo della Terra, non è chiaro se anche Match è in grado di svilupparli. Sembrò che il corpo clonato di Match e la sua mente si stavano deteriorando lentamente nel corso del tempo, lasciando la piena quota dei suoi poteri ad un limite discutibile. Il suo corpo sembra essere però meno possente e più vulnerabile, in quanto Robin e Batgirl riuscirono a causargli del dolore lanciandogli contro le lame "R" di Robin.

## Altri media
Nella serie televisiva Smallville, Lex Luthor aveva creato un clone di se stesso molto più giovane chiamato Alexander Luthor, interpretato dall'attore Lucas Grabeel; il ragazzo oltre che col DNA di Lex, è stato creato pure con quello di Clark Kent e questo gli ha permesso di sviluppare i suoi stessi poteri, alla fine viene ribattezzato col nome di Connor Kent.